# Estrella Damm
Pour les articles homonymes, voir Damm (homonymie).

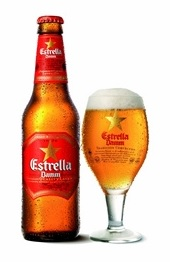
Bouteille et verre d'Estrella Damm.

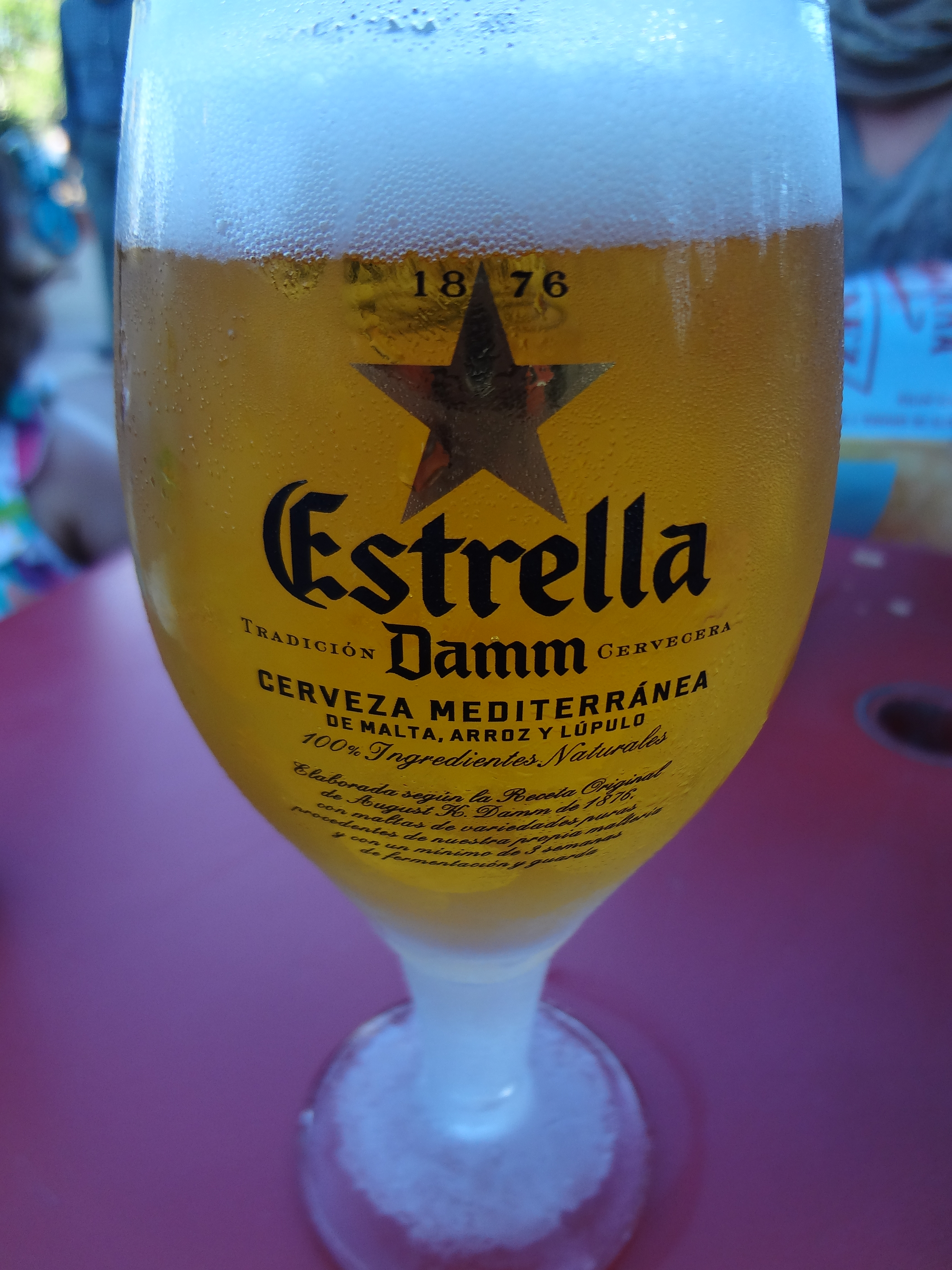
Un verre froid d'Estrella Damm à Madrid.

Estrella Damm est une marque de bière pils (ou pilsener) catalane. Elle a été créée par August Kuentzmann Damm, un Alsacien vivant a Barcelone, en 1876.
Elle est produite par la brasserie Damm, basée à Barcelone. Vendue à un titrage de 5,4 %, l'Estrella Damm est également exportée en Norvège, en Suède et au Royaume-Uni dans une version à 4,6 %, ainsi qu'en Australie, au Canada et en Nouvelle-Zélande.
Cette bière est parfaitement adaptée aux personnes souffrant de la maladie cœliaque. En effet, cette bière porte la mention « sans gluten » et a été élue meilleure bière sans gluten au monde dans sa version Estrella Damm Daura.[réf. nécessaire]
En 2016, la marque recrute l'acteur français Jean Reno pour son court-métrage Las pequenas cosas.